# Poszukiwanie doznań
Poszukiwanie doznań (ang. Sensation Seeking) - pojęcie wprowadzone przez Marvina Zuckermana oznaczające poszukiwanie zróżnicowanych, nowych, złożonych i intensywnych wrażeń i doświadczeń oraz gotowość do podejmowania ryzyka fizycznego, społecznego, prawnego i finansowego w celu dostarczenia sobie tego typu doświadczeń. 
Marvin Zuckerman (1979) wyróżnił 4 czynniki wchodzące w skład poszukiwania doznań:
- poszukiwanie przygód i grozy (ang. thrill and adventure seeking) - chęć do podejmowania ryzykownych działań fizycznych takich jak sporty ekstremalne;
- poszukiwanie przeżyć (ang. experience seeking) - poszukiwanie nowych bodźców w takich rodzajach aktywności jak nieplanowane podróże, szukanie towarzystwa ludzi wybitnych, sięganie po narkotyki;
- rozhamowanie (ang. disinhibition) - skłonność do zachowań nieakceptowanych społecznie takich jak nadmierne picie alkoholu, przelotne związki seksualne, hazard, hulaszczy tryb życia;
- podatność na nudę (ang. boredom susceptibility) - awersja do rutynowych zajęć.

Z badań wynika, że poszukiwanie doznań jest silniej zaznaczone u mężczyzn, niż u kobiet oraz że słabnie z wiekiem. Daitzman i Zuckerman (1980) wykazali również, że osoby, które uzyskują wysokie wyniki w skali Rozhamowania mają wyższy poziom testosteronu, estradiolu i estronu, niż osoby, które uzyskują niskie wyniki w tej skali. Według Zuckermana osoby z tendencją do poszukiwania doznań mają stały, niski poziom aktywności układów katecholaminowych - CSA (ang. catecholamine systems activity) i poszukują bodźców, które zwiększają ich aktywność (mają wyższy optymalny poziom aktywności CSA). Osoby unikające silnych doznań mają natomiast podwyższony poziom CSA i zachowują się tak, aby jego poziom obniżyć.